# Rigaer Autobusfabrik
Die Rigaer Autobusfabrik (lettisch Rīgas Autobusu Fabrika, russisch Рижская Автобусная Фабрика, transkribiert Rischskaja Awtobusnaja Fabrika, abgekürzt RAF bzw. РАФ) war ein sowjetischer und später lettischer Automobilhersteller in Riga. Bekannt wurde das Werk mit seinem Stammsitz in der Duntes ielā hauptsächlich durch die Produktion von Kleinbussen, aber auch Kleintransporter und Minibusse wurden gefertigt. Ab den 1970er-Jahren gab es ein Zweigwerk in Jelgava. 1998, nach dem Zerfall der Sowjetunion, musste der Hersteller Insolvenz anmelden.

## Geschichte
Im Jahr 1949 nahm die Fabrik auf der Basis des Autoreparaturwerks Nr. 2 in Riga den Betrieb auf, produzierte jedoch nur Buskarosserien, beispielsweise für den russischen PAZ-651. 1955 wurde die Fabrik in Rigaer Experimentelles Buswerk (lettisch Rīgas eksperimentālā autobusu fabrika, russisch Рижский Опытный Автобусный Завод) umbenannt. Die Fahrzeuge erhielten jedoch (weiterhin) Typenbezeichnungen mit dem Kürzel „РАФ/RAF“.
Das erste in Riga gebaute Auto war der 22-sitzige Bus RAF-251, der auf dem Fahrgestell des GAZ-51 gebaut wurde. 1957 begann die Serienfertigung des Kleinbusses RAF-10. Ab 1958 wurde der RAF-977 „Latvija“ gebaut, er wurde durch den Motor des GAZ-21 „Wolga“ angetrieben. Von diesem Typ wurden Passagier-, Transporter- und Spezialausführungen geplant. Die ersten Prototypen des 1t-Kleintransporter RAF-977K wurden 1962 gefertigt, auf dem Chassis des modernisierten Kleinbusses RAF-977D. Jedoch waren die Produktionsanlagen in Riga nicht groß genug für die Serienproduktion, deshalb wurde das Projekt an das Jerewanski Awtomobilny Sawod in Jerewan, Armenien abgegeben, wo das Fahrzeug als JerAZ-762 bis in die 1990er-Jahre gebaut wurde. 1976 wurde der Bau eines größeren Werkes mit einer Kapazität von 17.000 Fahrzeugen pro Jahr in Jelgava, nahe Riga abgeschlossen. Hier begann auch die Produktion des 11-sitzigen Kleinbusses RAF-2203 „Latvija“. Angetrieben wurde er durch den Motor des GAZ-24 „Wolga“. 1978 wurden rund 10.000 Stück produziert.
Anfang der 1990er Jahre erschien das Modell RAF-2203 und das Unternehmen arbeitete mit Hilfe des britischen Designbüros „International Automotive Developments“ an neuen Modellen. Es wurden die Modelle „Roksana“ und „Stils“ entwickelt und auf einigen Messen vorgestellt, schafften es aber nie bis zur Serienproduktion. Nach dem Zerfall der Sowjetunion brachen durch die neuen Grenzen Versorgungsketten sowie der bisherige Absatzmarkt ein, und die Produktion fiel dramatisch. Ein Investitionsangebot kam von der russischen GAZ-Gruppe. Es wurde jedoch von der lettischen Regierung abgelehnt, weil es als Bedrohung der neuen Unabhängigkeit Lettlands von Russland gesehen wurde. Auch einige westliche und ostasiatische Investoren bekundeten Interesse an dem Werk. Eine Investition wurde aber als zu riskant eingestuft, da der nationale Markt zu klein war um eine große Produktion zu unterstützen und durch die schwierige politische Beziehung zwischen Russland und Lettland der russische Markt geschlossen wurde. 1997 liefen die letzten 13-sitzigen RAF-32119, eine Marschrutkaversion, vom Band. Ironischerweise war das letzte Auto was RAF herstellte eine Leichenwagenversion des RAF-3311.
1998 ging das Unternehmen bankrott. Der einzige Unternehmenszweig, der überlebt hat, ist RAF-Avia. Sie fliegen bis heute Charterflüge mit Flugzeugen des Unternehmens. Die ganzen Produktionsanlagen sind heute im Besitz der OOO Balitva. Sie sollten an einen westlichen Automobilhersteller verkauft werden, was aber unwahrscheinlich ist. Da 2002 noch alle Anlagen funktionierten und Baupläne vorhanden waren, könnte die Produktion jederzeit wieder aufgenommen werden. Das Jerewanski Awtomobilny Sawod (insolvent seit 2002) zeigte Interesse, wahrscheinlich aber nur an den Designs.

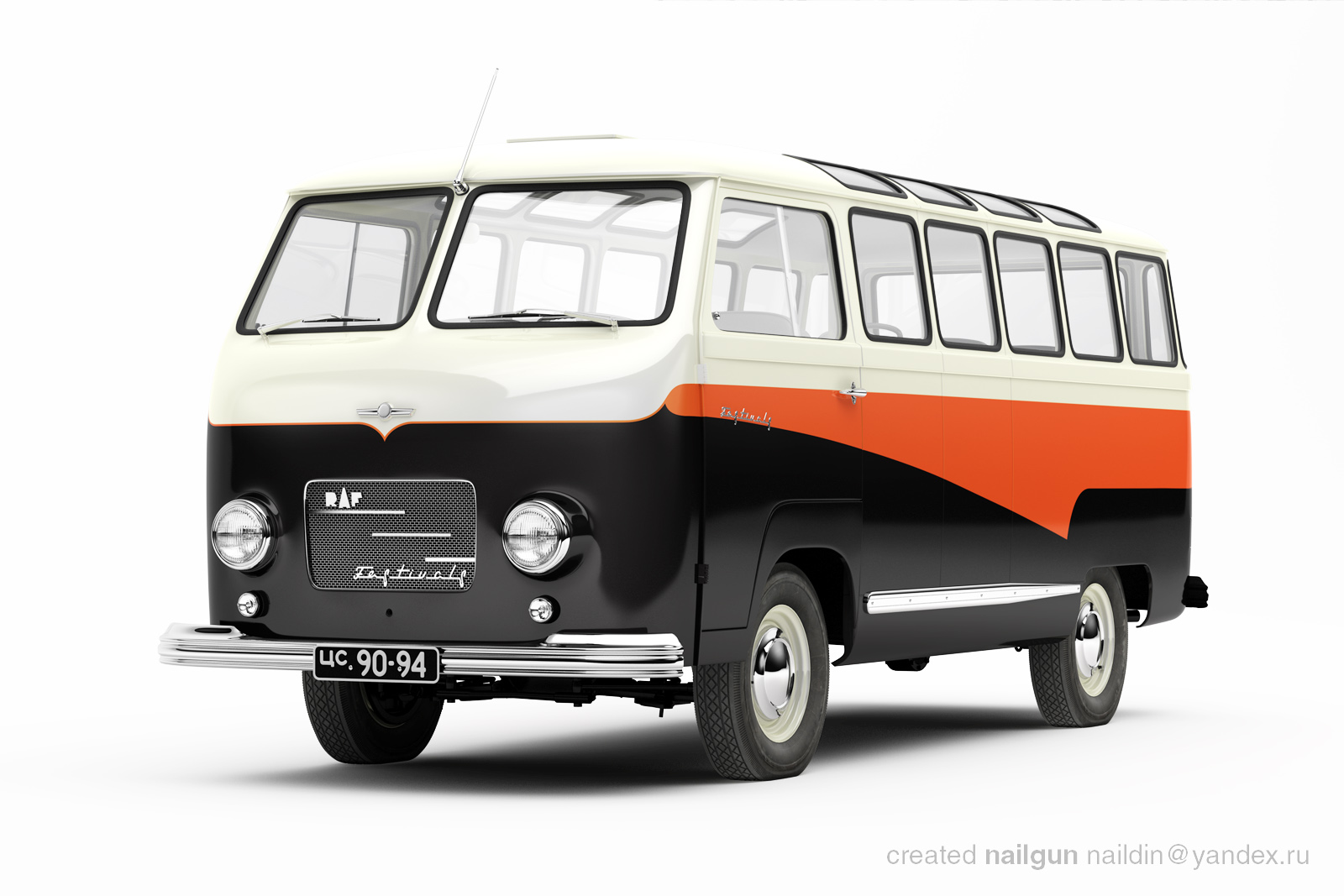
RAF-10 „Festivāls“, gebaut 1957 bis 1959
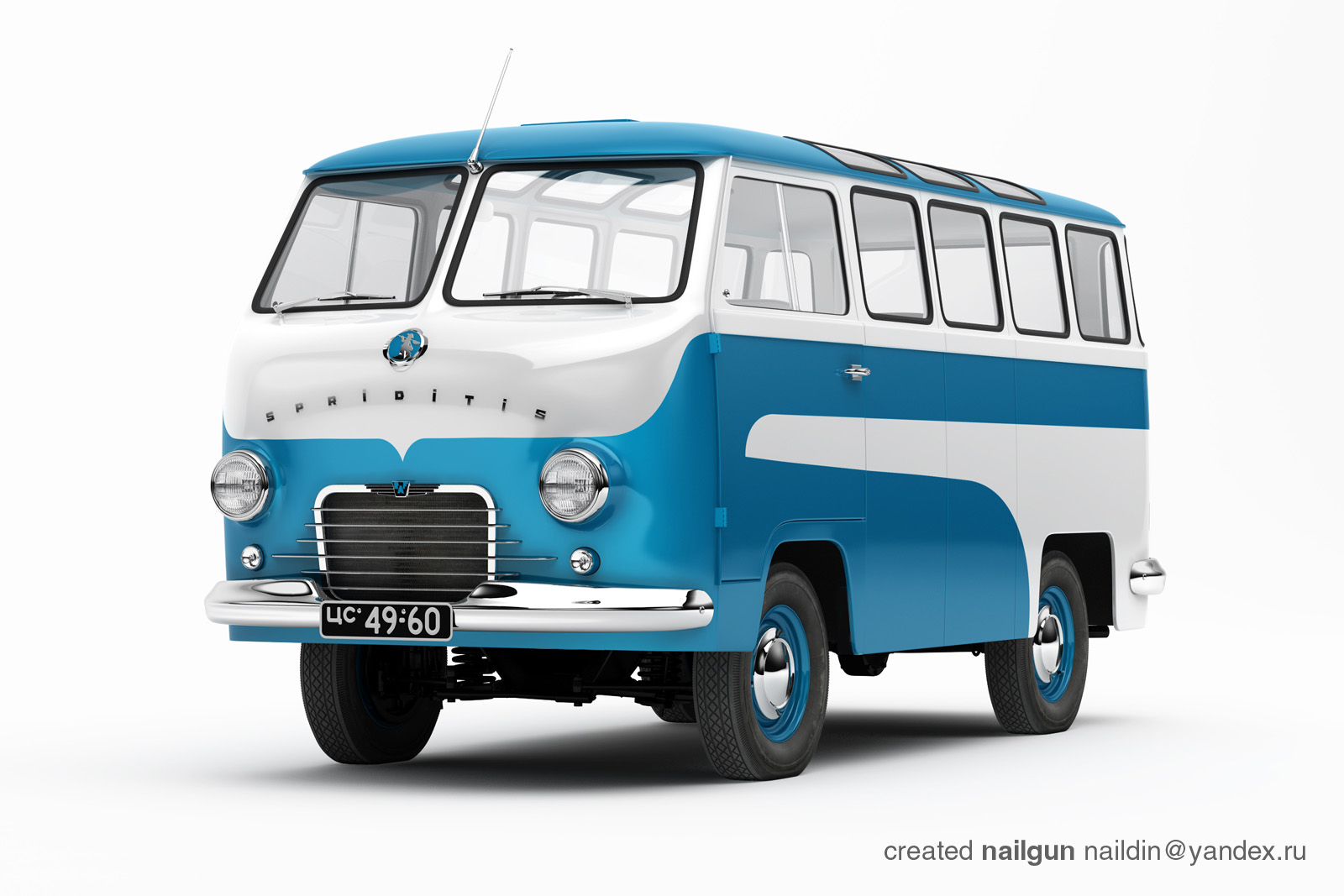
RAF-08 „Sprīdītis“, Prototyp von 1958
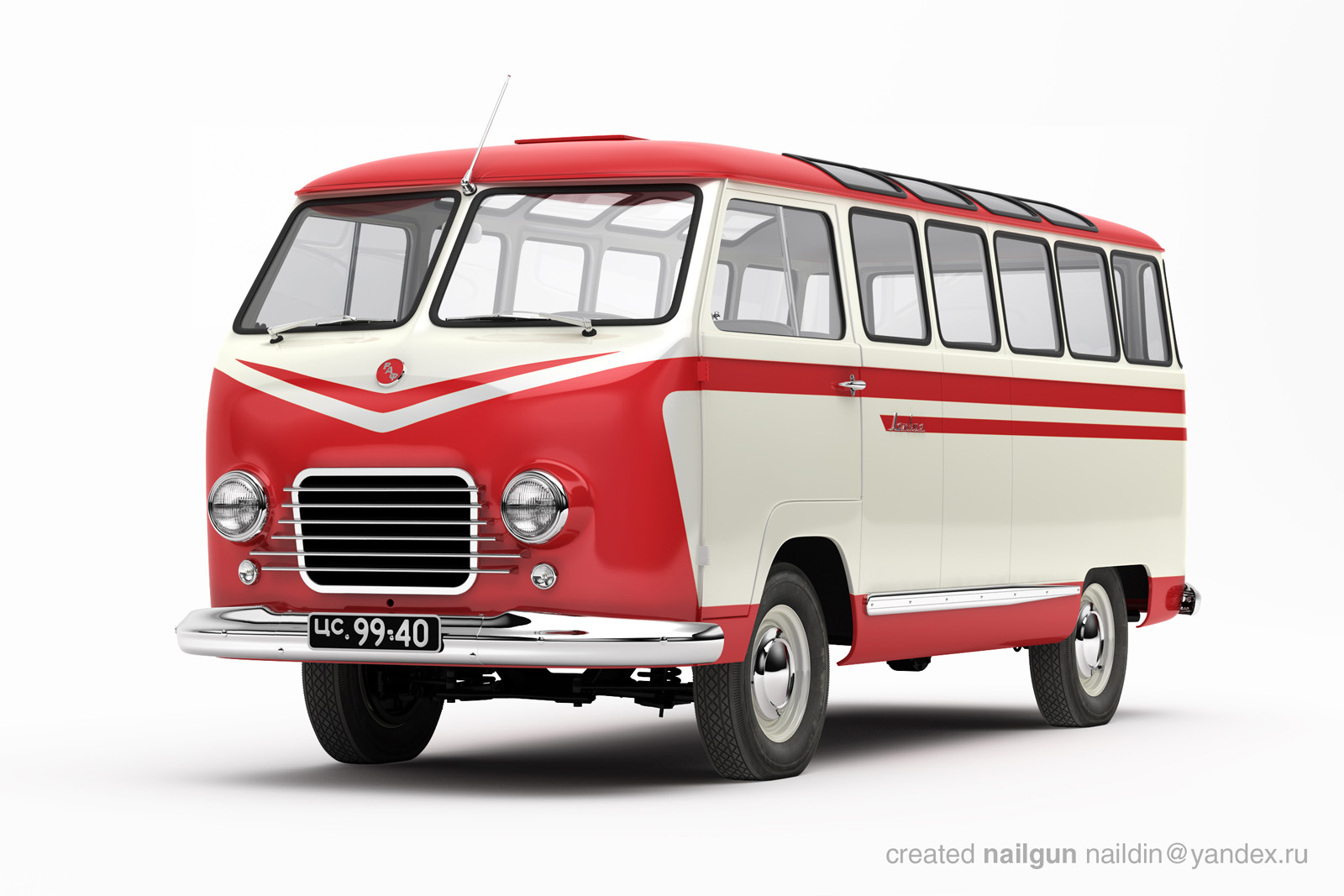
RAF-977 der ersten Serie
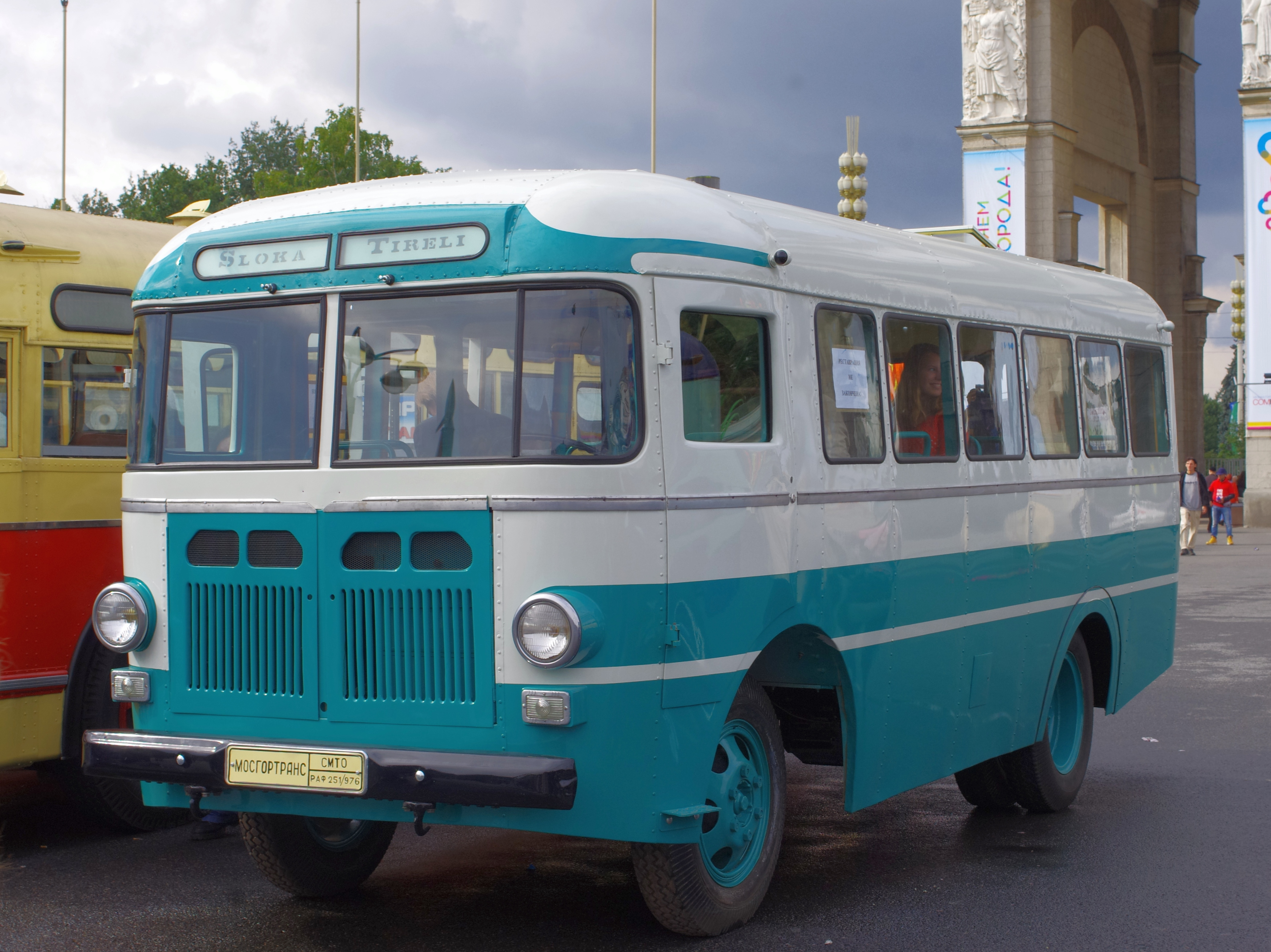
Restaurierter RAF-251 in Moskau (2013)
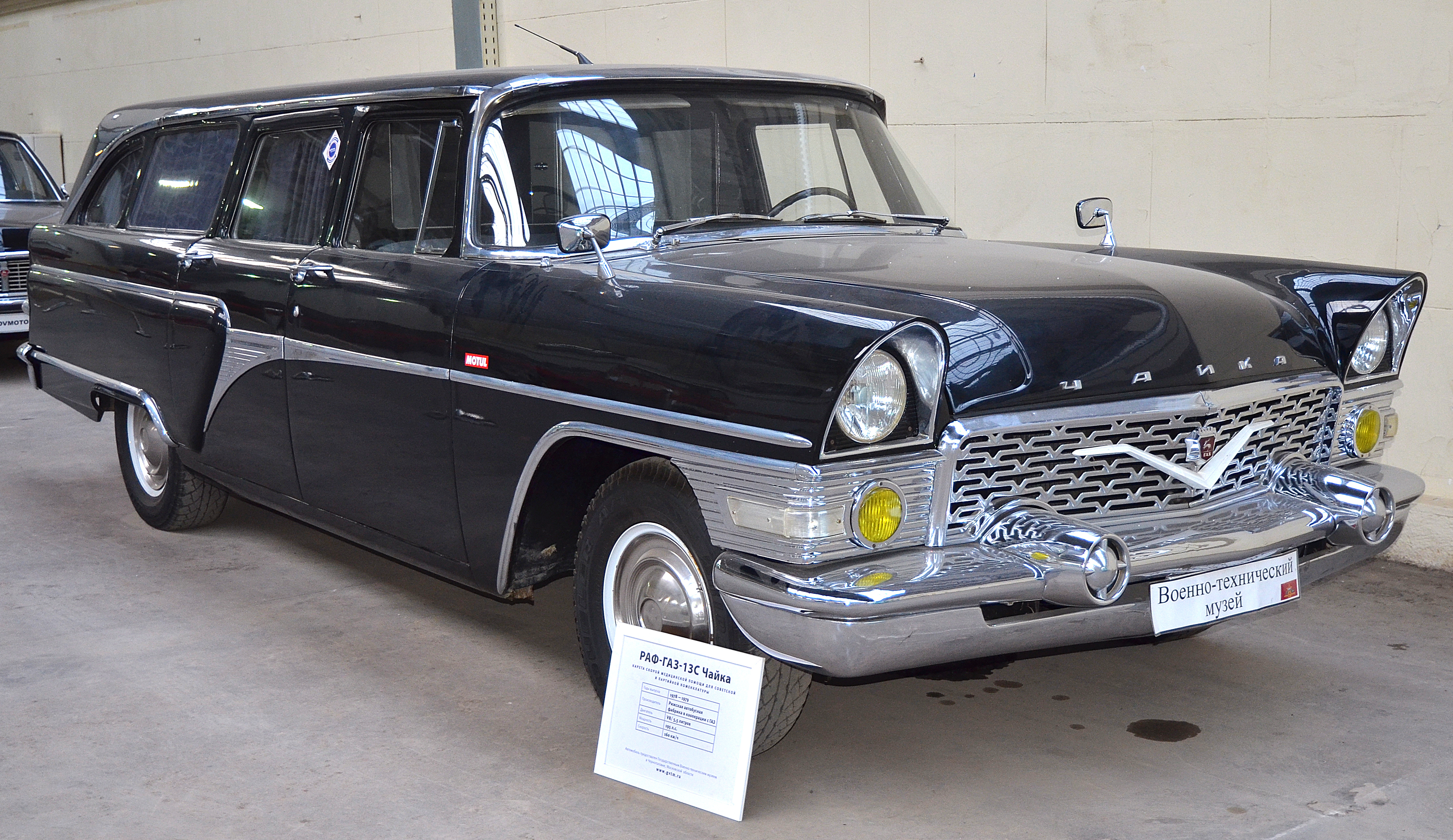
GAZ-13 Tschaika als Krankenwagen, gebaut bei RAF
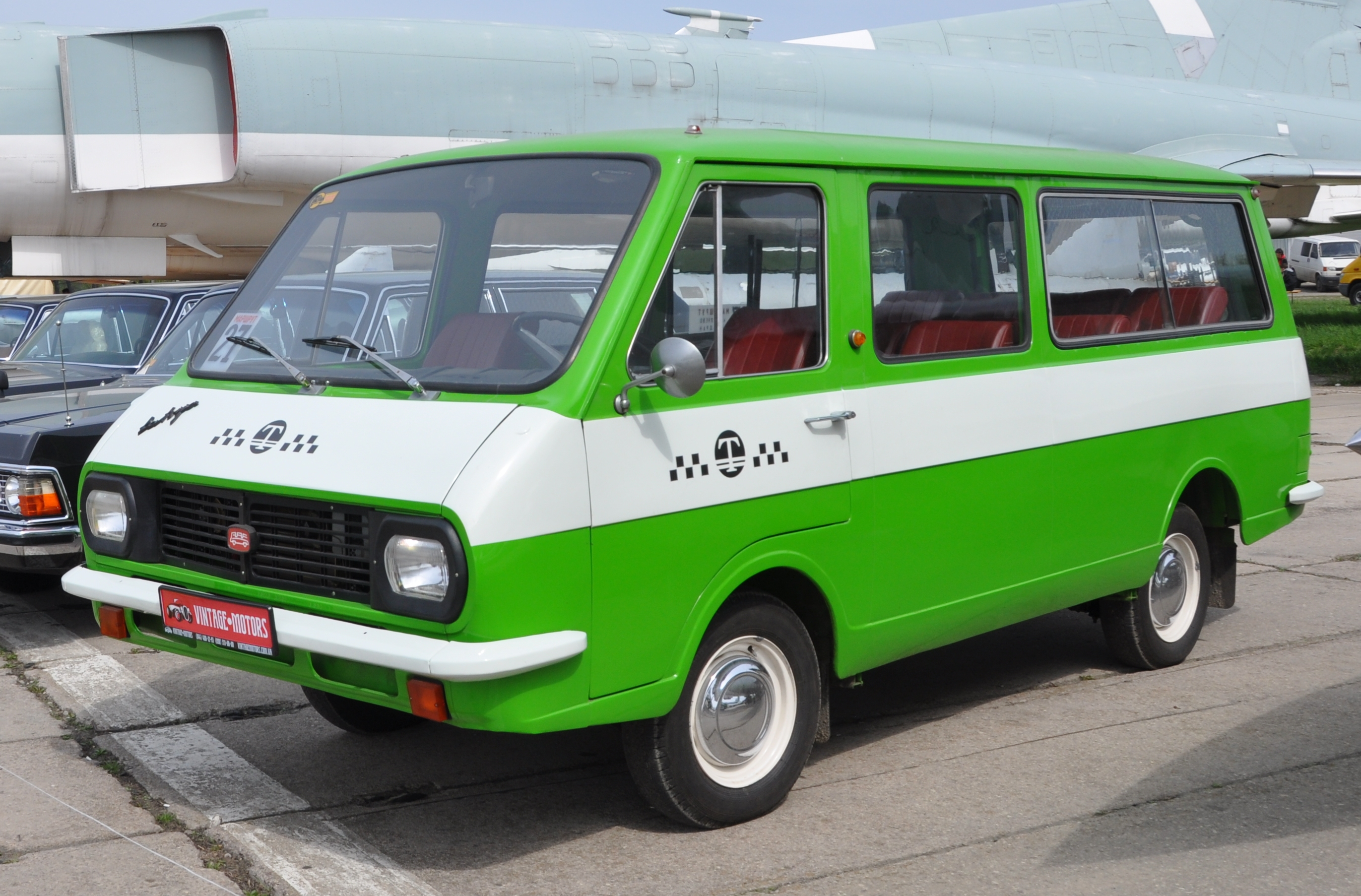
Restaurierter RAF-2203

## Museum
Die in der Rigaer Autobusfabrik gebauten Kleinbusse und Minibusse werden im Rigaer Motormuseum und vor allem in dessen Zweigstelle in Bauska gezeigt.